# Вир, Бенджамин
Бенджамин Вир (англ. Benjamin Wier; 9 августа 1805 года — 14 апреля 1868 года) — канадский предприниматель и политик, член Либеральной партии Канады. Сенатор Канады от Новой Шотландии (1867—1868).

## Биография
Родился 9 августа 1805 года в новошотландском тауншипе Ньюпорт (ныне — деревня Бруклин, графство Хантс), в семье Бенджамина Вира-старшего.
В молодости был владельцем магазина в районе Уинсора, в 1830 году переехал в столицу колонии — Галифакс. Затем начал заниматься оптовой морской торговлей — был владельцем нескольких торговых шхун, курсировавших между Новой Шотландией и Новой Англией.
В 1851—1863 годах Вир был депутатом Палаты собрания Новой Шотландии, представляя в нём город Галифакс (1851—1859) и графство Луненберг (1859—1863). В 1855—1856 и 1859—1863 годах был членом Исполнительного совета (правительства) колонии. Параллельно с политической деятельностью продолжал заниматься торговлей.
Потеряв место в Палате собрания на выборах 1863 года, вновь сосредоточился на карьере предпринимателя. Был президентом компаний Dartmouth Marine Slips, Salt Works Company, Union Marine Insurance Company, Sydney Marine Railway и Nova Scotian Telegraph Company, а также директором Народного банка. Некоторое время был депутатом городского совета Галифакса.
23 октября 1867 года Бенджамин Вир был назначен в только что созданный Сенат Канады. Сенаторы должны были назначаться генерал-губернатором по совету премьер-министра, однако члены первого состава Сената (включая Вира) были назначены специальной королевской прокламацией. Был сенатором вплоть до своей смерти.
Умер 14 апреля 1868 года в Оттаве в возрасте 62 лет.

## Семья
Бенджамин Вир был женат на своей двоюродной сестре Фиби Вир.